# 教育科学
教育科学（きょういくかがく）とは、科学に基づく教育諸学（教育学）、または、科学的な体系を有する教育諸学（教育学）のことである。教育科学は、教育学についての別の呼び名でもあるが、教育学とまったく同じことを意味しているわけではない。

## 背景と概況
教育学は、国とその文化基盤により、国ごとに性格も特色も大きく異なっている。ドイツの教育学は教育哲学の性格が強く、フランスの教育学は心理学、社会学が主体になっている。アメリカ合衆国のものは、混在型で、有効性および有用性についての意識が高い。それぞれの国で、20世紀を通して、その国の教育学の基盤を作ってきた学者の専門性にかなり左右される部分もある。
フランス、アメリカ合衆国では、教育学概論、教育学を概説する説明で、この「教育科学」という表現が使われることが多い。心理学、社会学、あるいは行政学の立場から、教育方法や具体的な教育施策をどうしていくか、その直接のノウハウの議論をするといった場面でこの表現が多く用いられ、教育の思想、理想、理論については「教育学」という表現が多く用いられている。